# Pembina River Provincial Park
Pembina River Provincial Park är en park i Kanada.   Den ligger i provinsen Alberta, i den centrala delen av landet, 2 900 km väster om huvudstaden Ottawa. Pembina River Provincial Park ligger 735 meter över havet. Arean är 191 kvadratkilometer.
Terrängen runt Pembina River Provincial Park är huvudsakligen platt. Pembina River Provincial Park ligger nere i en dal. Runt Pembina River Provincial Park är det glesbefolkat, med 11 invånare per kvadratkilometer.. Närmaste större samhälle är Seba Beach, 18,4 km öster om Pembina River Provincial Park.
Omgivningarna runt Pembina River Provincial Park är en mosaik av jordbruksmark och naturlig växtlighet.